# Misery Speaks
Misery Speaks est un groupe de death metal mélodique allemand, originaire de Münster, en Rhénanie-du-Nord-Westphalie. Le premier album du groupe, Things Fall Apart, sort en 2003. Le groupe se sépare après dix ans d'existence en novembre 2009, et effectue un dernier concert en 2010.

## Biographie
Misery Speaks est formé en 1999 à Münster, en Rhénanie-du-Nord-Westphalie, mais ses membres changent souvent jusqu'en 2001. Il est composé alors du chanteur Claus Ulka, du bassiste Olaf Piasetzki, du batteur Janosch Rathmer et des guitaristes Florian Füntmann et Stephan Gall. Le premier album du groupe, Things Fall Apart, sort en 2003. Misery Speaks fait les premières parties de groupes comme Napalm Death, Vader, Disbelief, Dew-Scented ou Heaven Shall Burn. Peu de temps après qu'Olaf Piasetzki quitte le groupe en 2004 et est remplacé par Pascal Berke (ex-Dawn of Insanity), Misery Speaks publie un EP Demo 2005.
En mars 2006, le groupe signe un contrat avec le label Alveran Records, et prévoit la publication d'un album homonyme d'ici juin la même année. Pascal Berke est remplacé par Martin Grossman à la basse. Il enregistre les titres de l'EP et d'autres dans le studio de Dan Swanö. L'album Misery Speaks sort le 23 juin 2006.
En mai 2007, Misery Speaks revient au Rape of Harmony Studio pour enregistrer l'album Catalogue of Carnage. En septembre 2007, le groupe annonce s'être séparé du label Alveran Records. Catalogue of Carnage est finalement publié le 25 janvier 2008 par Drakkar Entertainment, label auquel ils signent en octobre 2007.
En novembre 2009, le groupe annonce sa dissolution, puis une tournée en 2010. En raison des mauvaises réservations, la tournée est annulée et réduite à un concert d'adieu le 13 février 2010 à Münster.

## Membres

### Derniers membres
- Martin Großmann - basse[1]
- Janosch Rathmer - batterie[1]
- Stephan Gall - guitare[1]
- Przemek - chant[1]
- Florian Füntmann - guitare, basse (1999-2009)[1]

### Anciens membres
- Pascal Berke - basse[1]
- Denis Pfeffer - guitare[1]
- Claus Ulka - chant[1]
- Olaf Piasetzki - basse (1999-2004)[1]
- Fabian Völker - batterie (1999-2000)[1]
- Gregor Niehues - batterie (1999)[1]

## Discographie
- 2000 : Plagues of Paradise (démo)
- 2001 : Psycho Trauma Phobia (démo)
- 2004 : Things Fall Apart
- 2005 : Demo 2005 (démo)
- 2006 : Misery Speaks
- 2008 : Catalogue of Carnage
- 2009 : Disciples of Doom